# Пинк БХ
Пинк БХ је босанскохерцеговачка телевизијска станица са седиштем у Сарајеву. Налази се у власништву предузећа Pink International Company. Са емитовањем је почео 22. октобра 2018. године. Покренут је након што је Pink Media Group продао терестријалну станицу Пинк БХ (сада Нова) групацији United Media.

## Програм
Пинк медија БХ служи као мрежа за емитовање садржаја са националног канала Пинк ТВ, специјализован за медијско тржиште Босне и Херцеговине. По концепту и имену, емитује се и канал Пинк М за тржиште Црне Горе.

### Информативни програм
- Минут 2 — свакодневни информативни програм који се емитује на сваких сат времена, траје до 2 минута и приказује најважније вести у Босни и Херцеговини.

### Забавни програм
- Приче о севдаху
- Причамо, пјевамо, путујемо
- Сцена — свакодневна забавна емисија који се емитује два пут дневно, траје до 45 минута и приказује најважније шоубиз вести у Босни и Херцеговини, региону и свету.
- Зорњак — јутарњи програм са канала Ред
- Задруга — ријалити шоу[4]
- Пинкове звездице — музичко такмичење за децу
- Пинкове звезде — музичко такмичење за одрасле
- Браво шоу - музичка емисија
- Амиџи шоу — ток-шоу који води Огњен Амиџић
- Премијера — телевизијска емисија о познатим личностима
- Ексклузивно — телевизијска емисија о познатим личностима
- Кућа од срца — телевизијска емисија хуманитарног карактера
- Брак на невиђено — телевизијска емисија о упознавању људи
- Тренутак из сна — телевизијска емисија о промени изгледа

### Домаћи серијски програм
- Шифра Деспот
- Црвени месец
- Југословенка
- Златни дани
- Државни службеник
- Нек иде живот
- Династија (српска ТВ серија)
- Певачица